# Vincenzo Sospiri

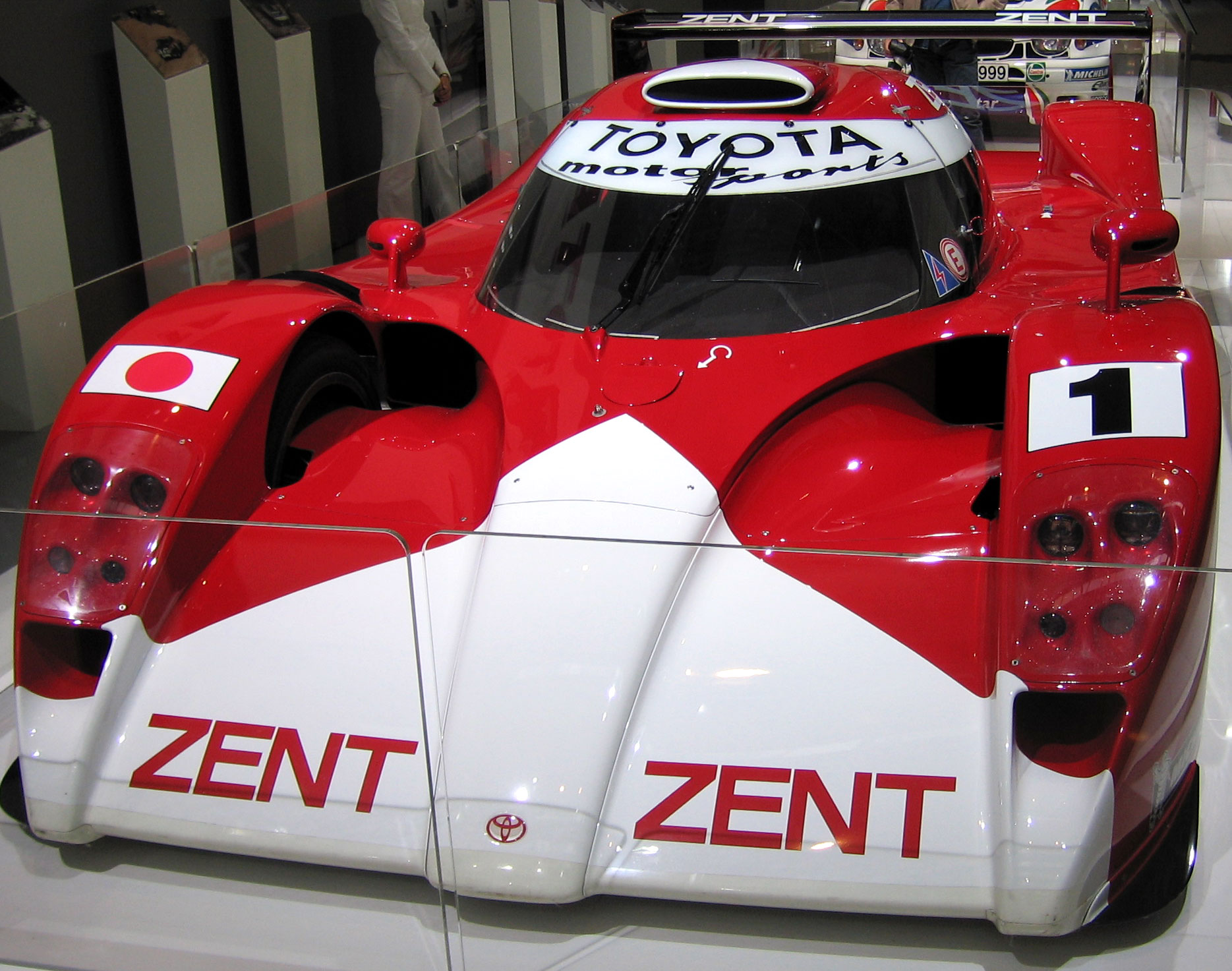
Der Toyota GT-One mit dem Sospiri beim 24-Stunden-Rennen von Le Mans 1999 am Start war

Vincenzo Sospiri (* 7. Oktober 1966 in Forlì) ist ein ehemaliger italienischer Automobilrennfahrer.

## Karriere

### Anfänge im Motorsport
Im Alter von 15 Jahren begann Sospiri mit dem Kartsport. Dort verbrachte er eine lange Zeit, bis er 1987 Kart-Weltmeister wurde. Anschließend stieg er in die Formel Ford ein und wechselte 1991 zu Jordan in die Internationale Formel-3000-Meisterschaft. In einem wenig konkurrenzfähigem Fahrzeug konnte er in der Saison nur neun Punkte erzielen, fuhr aber auf dem Hockenheimring auf den zweiten Platz. Nach einem Abstecher in die Italienische Formel-3-Meisterschaft 1992 kehrte er 1993 zum Team Mythos Racing wieder in die Internationale Formel-3000-Meisterschaft zurück. Dort konnte er seine Leistungen verbessern und wechselte für die folgende Saison zu Super Nova Racing. 1995 sicherte er sich schließlich die Meisterschaft vor seinem Teamkollegen Ricardo Rosset.

### Formel 1

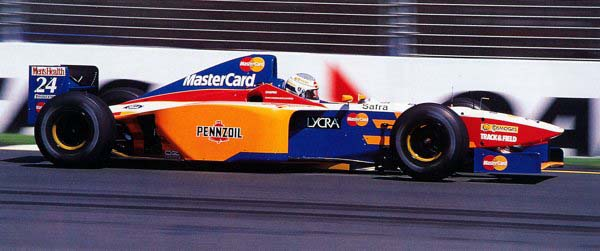
Sospiri 1997 im Lola T97/30

Bereits 1994 hatte Sospiri eine Testfahrt beim Formel-1-Team Simtek, konnte allerdings nicht überzeugen und erhielt kein Cockpit in der Formel 1. Obwohl er 1995 die Internationale Formel-3000-Meisterschaft gewann, bekam er keine Angebote als Rennfahrer und übernahm daher in der Saison 1996 die Rolle des Testfahrers bei Benetton.
1997 erhielt Sospiri bei Lola letztendlich seine Chance, an Formel-1-Rennen teilzunehmen. Unglücklicherweise war es bereits nach dem ersten Rennen in Australien klar, dass das Fahrzeug, der T97/30, nicht dazu taugen würde, sich für das Starterfeld zu qualifizieren, da Sospiri und sein Teamkollege Ricardo Rosset in der Qualifikation deutlich an der 107-Prozent-Regel scheiterten. Sospiri erhoffte sich, zum folgenden Lauf in Brasilien antreten zu können, doch zog sich der Hauptsponsor Mastercard vor dem Rennen zurück, wodurch die Finanzierung des Teams nicht mehr gesichert war und der Rennbetrieb aufgegeben werden musste.

### Nach der Formel 1
Sospiri richtete seine Aufmerksamkeit schon bald auf andere Rennserien und fuhr 1997 die restliche Saison in der Indy Racing League. Mit Teamkollege Emmanuel Collard gewann er 1998 und 1999 im Ferrari 333SP die FIA-Sportwagen-Meisterschaft. Aufgrund seiner Erfolge erhielt Sospiri 1999 einen Platz im Toyota-Werksteam und durfte mit Martin Brundle und Collard im Toyota GT-One beim 24-Stunden-Rennen von Le Mans starten. Das Team ging von der Pole-Position ins Rennen, musste aber wegen andauernder Getriebeprobleme und eines Reifenschadens aufgeben. Nach der Saison 2001 beendete Sospiri seine Rennfahrerkarriere.

## Statistik

### Statistik in der Formel-1-Weltmeisterschaft

#### Gesamtübersicht
| Saison | Team                    | Chassis     | Motor               | Rennen | Siege | Zweiter | Dritter | Poles | schn. Rennrunden | Punkte | WM-Pos. |
| ------ | ----------------------- | ----------- | ------------------- | ------ | ----- | ------- | ------- | ----- | ---------------- | ------ | ------- |
| 1997   | Mastercard Lola F1 Team | Lola T97/30 | Ford Zetec-R 3.0 V8 | –      | –     | –       | –       | –     | –                | –      | –       |
| Gesamt | Gesamt                  | Gesamt      | Gesamt              | –      | –     | –       | –       | –     | –                | –      |         |

#### Einzelergebnisse
| Saison | 1 | 2 | 3 | 4 | 5 | 6 | 7 | 8 | 9 | 10 | 11 | 12 | 13 | 14 | 15 | 16 | 17 |
| ------ | - | - | - | - | - | - | - | - | - | -- | -- | -- | -- | -- | -- | -- | -- |
| 1997   |   |   |   |   |   |   |   |   |   |    |    |    |    |    |    |    |    |
| DNQ    |   |   |   |   |   |   |   |   |   |    |    |    |    |    |    |    |    |

| Legende  | Legende            | Legende                                                          |
| Farbe    | Abkürzung          | Bedeutung                                                        |
| -------- | ------------------ | ---------------------------------------------------------------- |
| Gold     | –                  | Sieg                                                             |
| Silber   | –                  | 2. Platz                                                         |
| Bronze   | –                  | 3. Platz                                                         |
| Grün     | –                  | Platzierung in den Punkten                                       |
| Blau     | –                  | Klassifiziert außerhalb der Punkteränge                          |
| Violett  | DNF                | Rennen nicht beendet (did not finish)                            |
| Violett  | NC                 | nicht klassifiziert (not classified)                             |
| Rot      | DNQ                | nicht qualifiziert (did not qualify)                             |
| Rot      | DNPQ               | in Vorqualifikation gescheitert (did not pre-qualify)            |
| Schwarz  | DSQ                | disqualifiziert (disqualified)                                   |
| Weiß     | DNS                | nicht am Start (did not start)                                   |
| Weiß     | WD                 | zurückgezogen (withdrawn)                                        |
| Hellblau | PO                 | nur am Training teilgenommen (practiced only)                    |
| Hellblau | TD                 | Freitags-Testfahrer (test driver)                                |
| ohne     | DNP                | nicht am Training teilgenommen (did not practice)                |
| ohne     | INJ                | verletzt oder krank (injured)                                    |
| ohne     | EX                 | ausgeschlossen (excluded)                                        |
| ohne     | DNA                | nicht erschienen (did not arrive)                                |
| ohne     | C                  | Rennen abgesagt (cancelled)                                      |
| ohne     | keine WM-Teilnahme |                                                                  |
| sonstige | P/fett             | Pole-Position                                                    |
| sonstige | 1/2/3/4/5/6/7/8    | Punktplatzierung im Sprint-/Qualifikationsrennen                 |
| sonstige | SR/kursiv          | Schnellste Rennrunde                                             |
| sonstige | *                  | nicht im Ziel, aufgrund der zurückgelegten Distanz aber gewertet |
| sonstige | ()                 | Streichresultate                                                 |
| sonstige | unterstrichen      | Führender in der Gesamtwertung                                   |

### Le-Mans-Ergebnisse
| Jahr | Team              | Fahrzeug      | Teamkollege              | Teamkollege      | Platzierung | Ausfallgrund  |
| ---- | ----------------- | ------------- | ------------------------ | ---------------- | ----------- | ------------- |
| 1998 | JB Racing         | Ferrari 333SP | Jean-Christophe Boullion | Jérôme Policand  | Ausfall     | Getriebe      |
| 1999 | Toyota Motorsport | Toyota GT-One | Martin Brundle           | Emmanuel Collard | Ausfall     | Reifenschaden |